# Ilke Wyludda
Ilke Wyludda (Lipsia, 28 marzo 1969 – Halle, 1º dicembre 2024) è stata una discobola e pesista tedesca, vincitrice della medaglia d'oro alle Olimpiadi di Atlanta 1996 nel lancio del disco.

## Biografia
Fra il 1989 e il 1991 vinse 41 gare consecutive, battuta solo da Tsvetanka Khristova nella finale del mondiale 1991. Stabilì per quattro volte la miglior prestazione mondiale stagionale: 1989, 1990, 1994 e 1996. Conclusa la sua carriera sportiva, decise di intraprendere la professione di fisioterapista. Più tardi iniziò a studiare medicina per provare a diventare medico.
Il 9 dicembre 2010 subì l'amputazione della gamba destra a causa di una grave sepsi.
Dopo l'operazione partecipò alle Paralimpiadi di Londra 2012 dove si classificò al 9º posto nel lancio del disco con la misura di 29,57 metri, e al 5º posto nel getto del peso.

## Palmarès
| Anno | Manifestazione    | Sede       | Evento           | Risultato | Misura  | Note                                     |
| ---- | ----------------- | ---------- | ---------------- | --------- | ------- | ---------------------------------------- |
| 1985 | Europei juniores  | Cottbus    | Lancio del disco | Oro       | 57,38 m |                                          |
| 1985 | Europei juniores  | Cottbus    | Getto del peso   | Argento   | 18,11 m |                                          |
| 1986 | Mondiali juniores | Atene      | Lancio del disco | Oro       | 64,02 m | Record dei campionati                    |
| 1987 | Europei juniores  | Birmingham | Lancio del disco | Oro       | 70,58 m | Record dei campionati                    |
| 1987 | Europei juniores  | Birmingham | Getto del peso   | Oro       | 19,45 m | Record dei campionati                    |
| 1987 | Mondiali          | Roma       | Lancio del disco | 4ª        | 68,20 m |                                          |
| 1988 | Mondiali juniores | Sudbury    | Lancio del disco | Oro       | 68,24 m | Record dei campionati                    |
| 1990 | Europei           | Spalato    | Lancio del disco | Oro       | 68,46 m |                                          |
| 1991 | Mondiali          | Tokyo      | Lancio del disco | Argento   | 69,12 m |                                          |
| 1993 | Mondiali          | Stoccarda  | Lancio del disco | 11ª       | 60,42 m |                                          |
| 1994 | Europei           | Helsinki   | Lancio del disco | Oro       | 68,72 m | Miglior prestazione personale stagionale |
| 1995 | Mondiali          | Göteborg   | Lancio del disco | Argento   | 67,20 m |                                          |
| 1996 | Olimpiadi         | Atlanta    | Lancio del disco | Oro       | 69,66 m |                                          |
| 1998 | Europei           | Budapest   | Lancio del disco | 6ª        | 63,46 m | Miglior prestazione personale stagionale |
| 2000 | Olimpiadi         | Sydney     | Lancio del disco | 7ª        | 63,16 m |                                          |

### Attività paralimpica
| Anno | Manifestazione       | Sede   | Evento                     | Risultato | Misura  | Note                          |
| ---- | -------------------- | ------ | -------------------------- | --------- | ------- | ----------------------------- |
| 2012 | Paralimpiadi         | Londra | Lancio del disco (F 57-58) | 9ª        | 29,57 m |                               |
| 2012 | Paralimpiadi         | Londra | Getto del peso (F 57-58)   | 5ª        | 10,23 m | Miglior prestazione personale |
| 2013 | Mondiali paralimpici | Lione  | Lancio del disco (F 57-58) | 9ª        | 29,91 m | Miglior prestazione personale |
| 2013 | Mondiali paralimpici | Lione  | Getto del peso (F 58)      | 4ª        | 11,05 m | Miglior prestazione personale |

## Altre competizioni internazionali
1989
- Coppa Europa di atletica leggera ( Gateshead)

1991
- Coppa Europa di atletica leggera ( Francoforte)

1994
- Coppa Europa di atletica leggera ( Birmingham)

1996
- Coppa Europa di atletica leggera ( Madrid)